# Llista de peixos de Bòsnia i Hercegovina

Localització de Bòsnia i Hercegovina a Europa

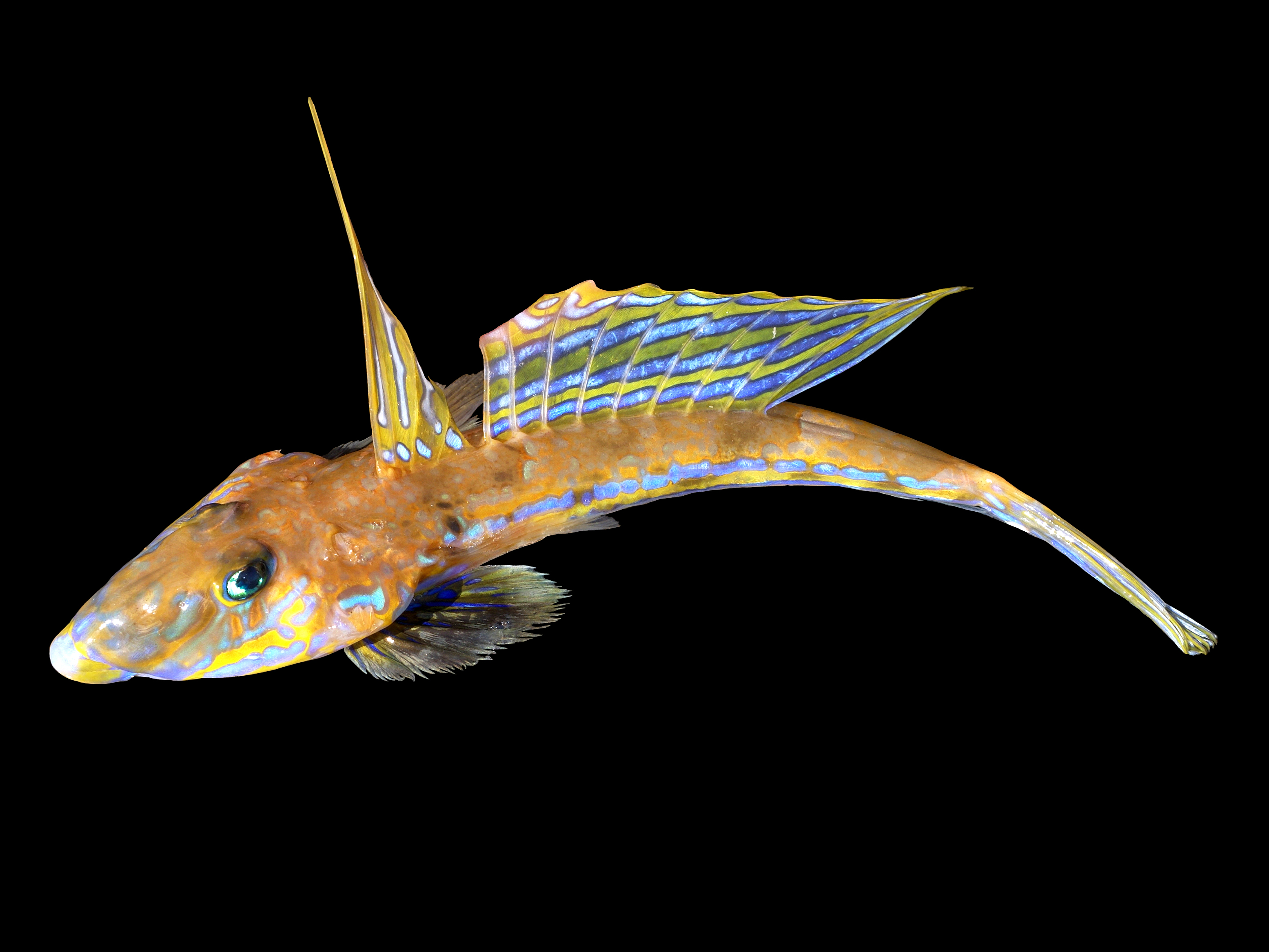
Dragó lira (Callionymus lyra)

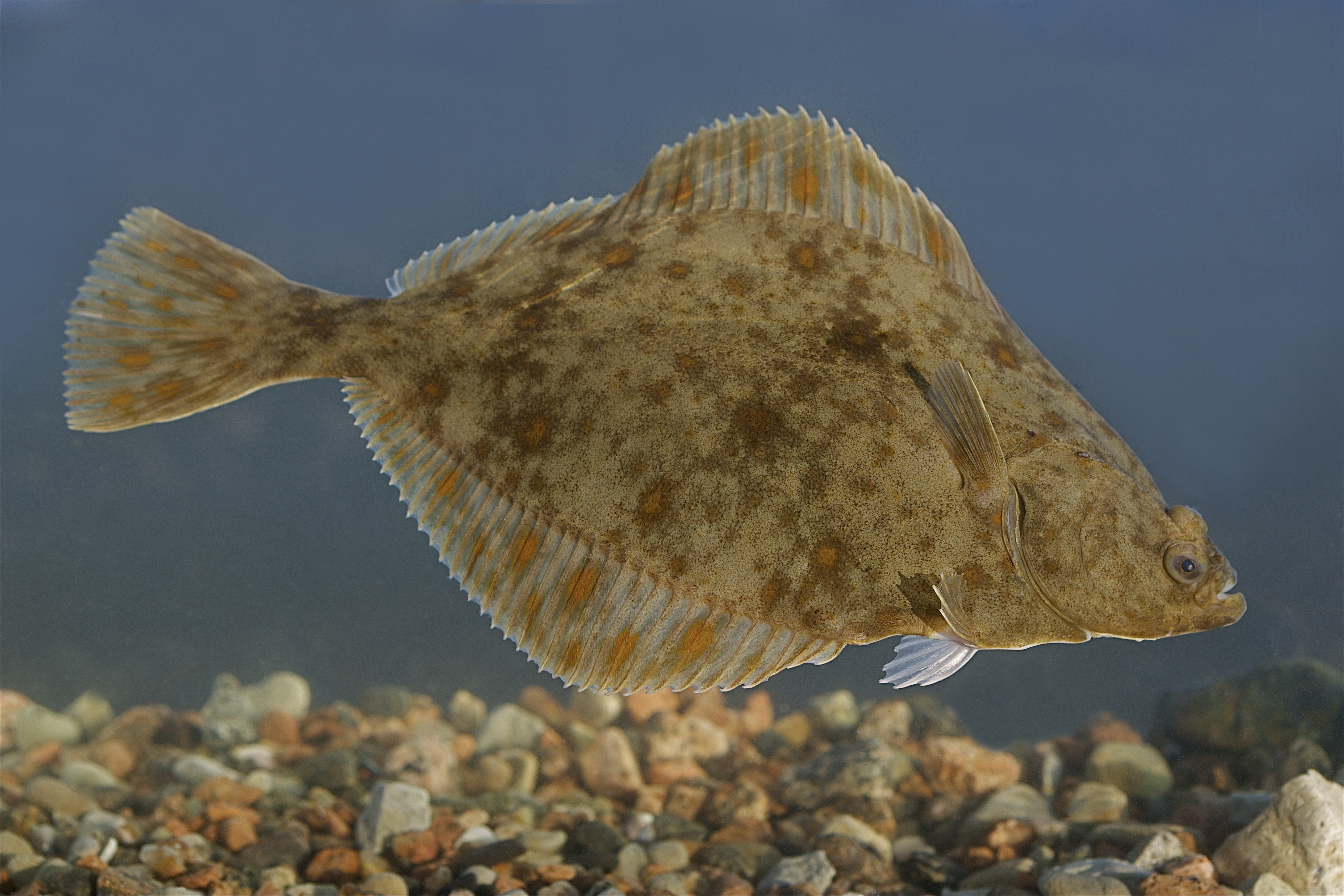
Rèmol de riu (Platichthys flesus)

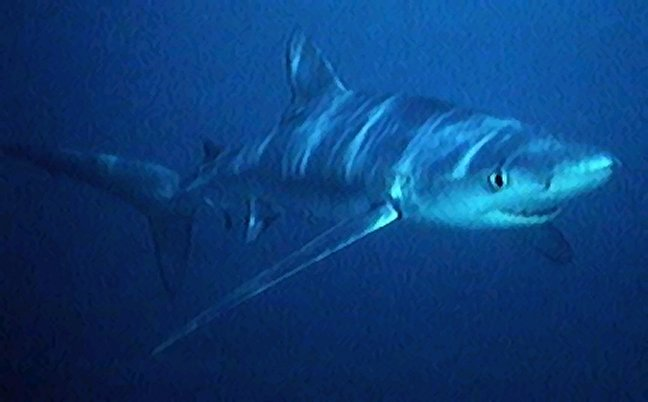
Tintorera (Prionace glauca)

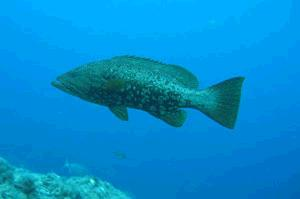
Anfós jueu (Mycteroperca rubra)

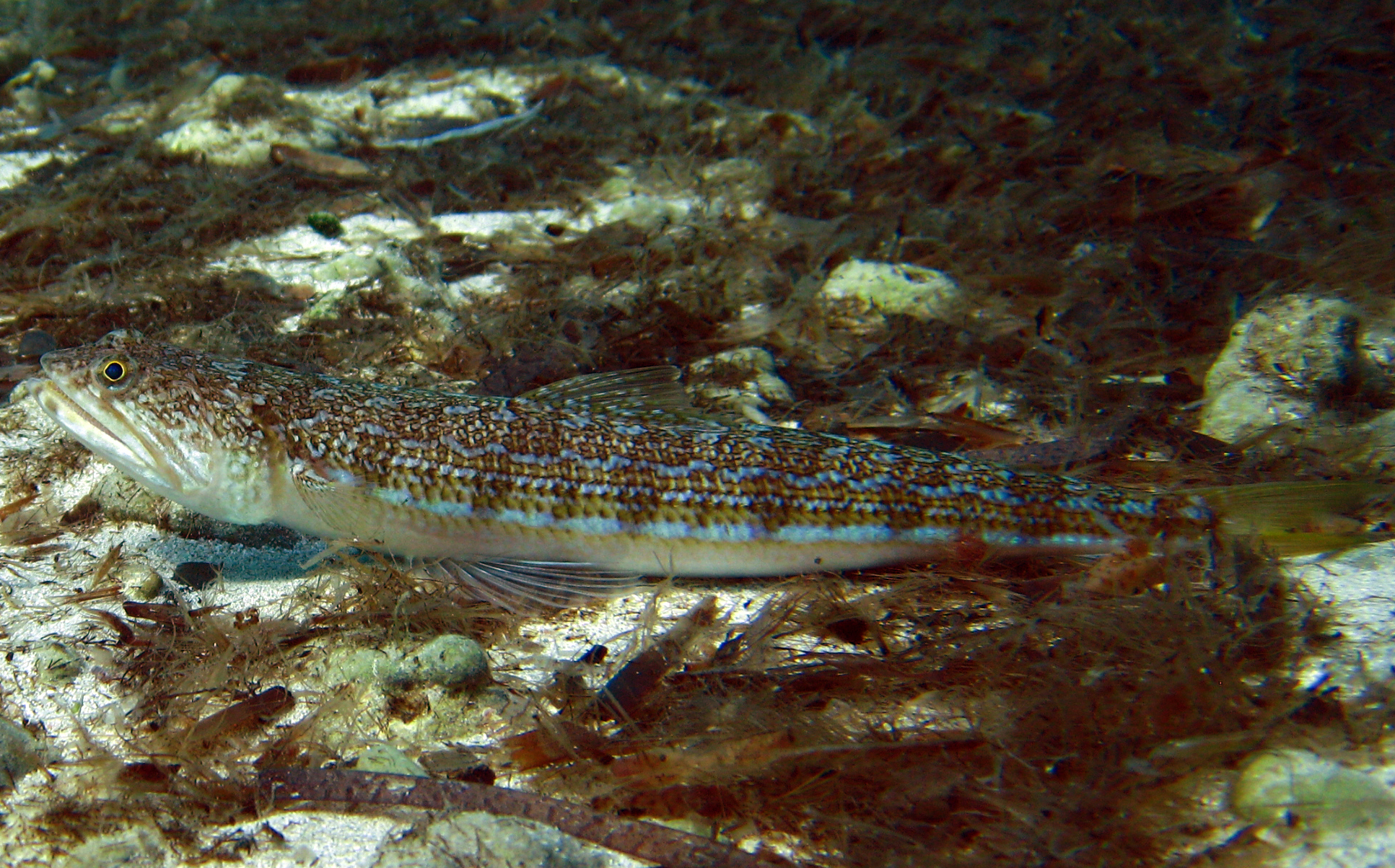
Synodus saurus

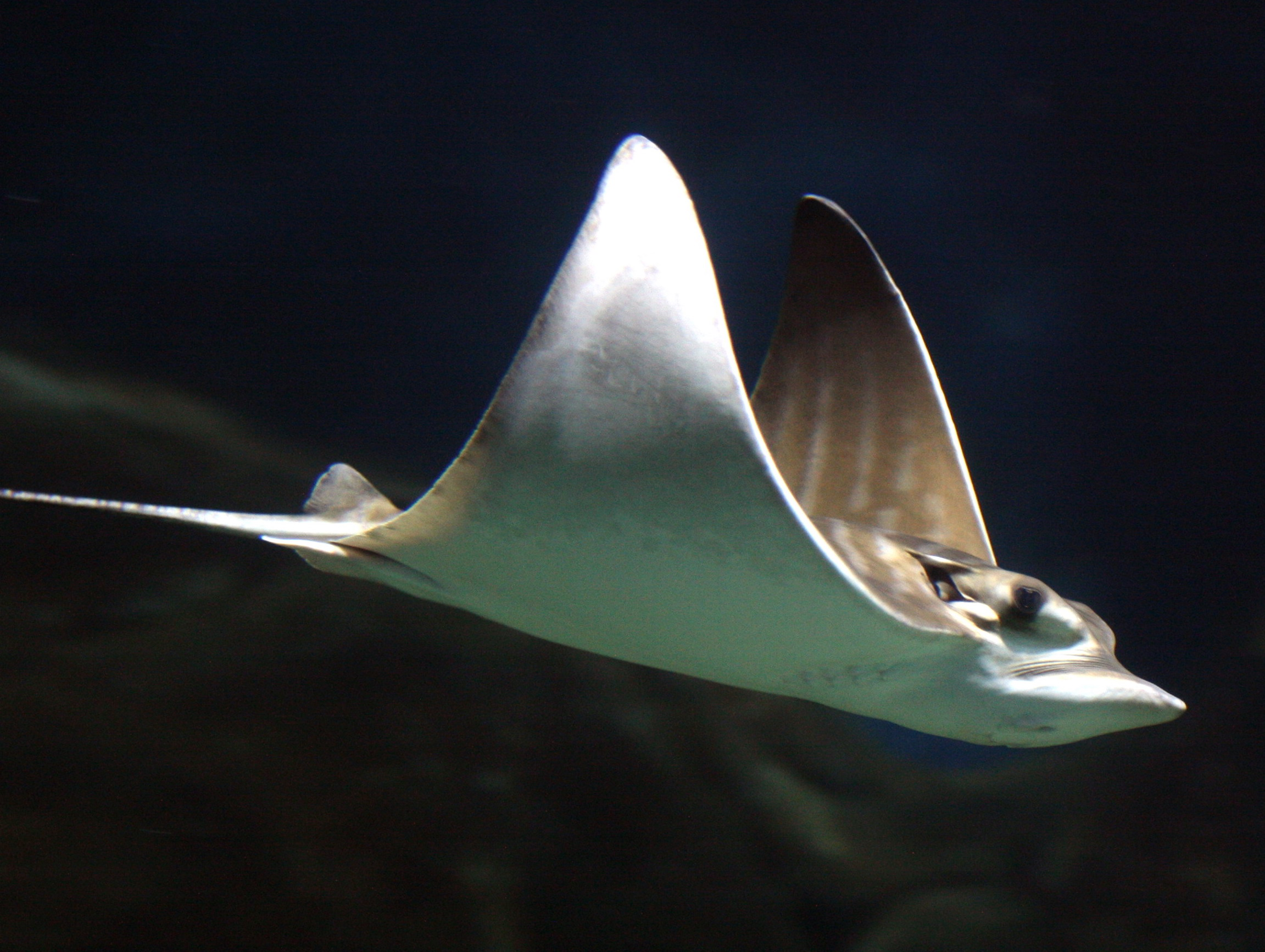
Pteromylaeus bovinus

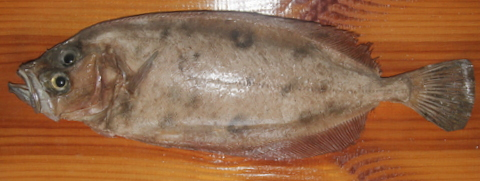
Bruixa sense taques (Lepidorhombus whiffiagonis)

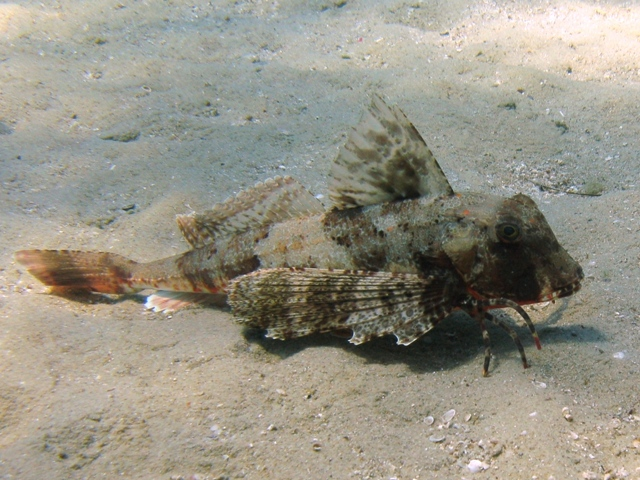
Gallineta (Trigloporus lastoviza)

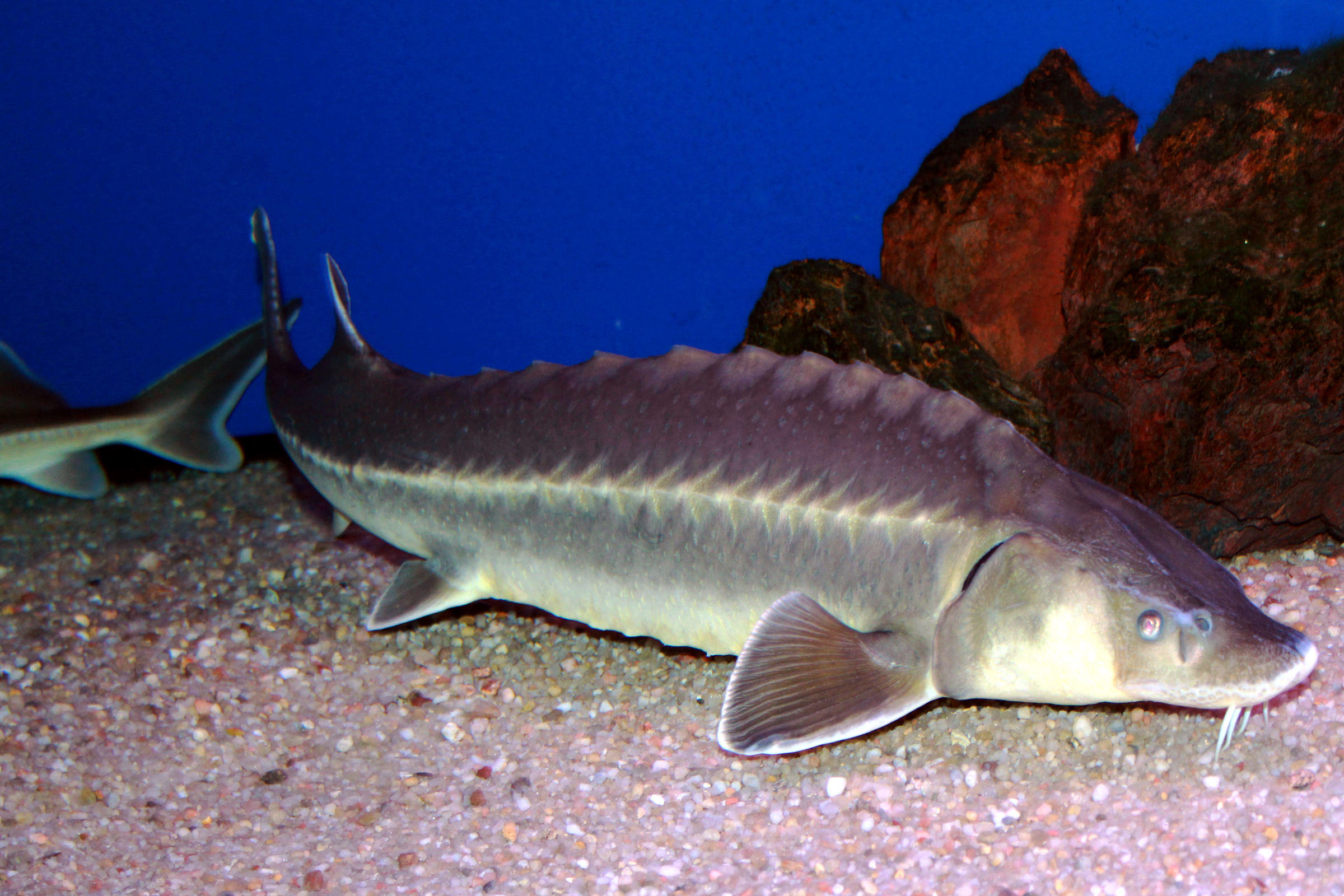
Esterlet (Acipenser ruthenus)

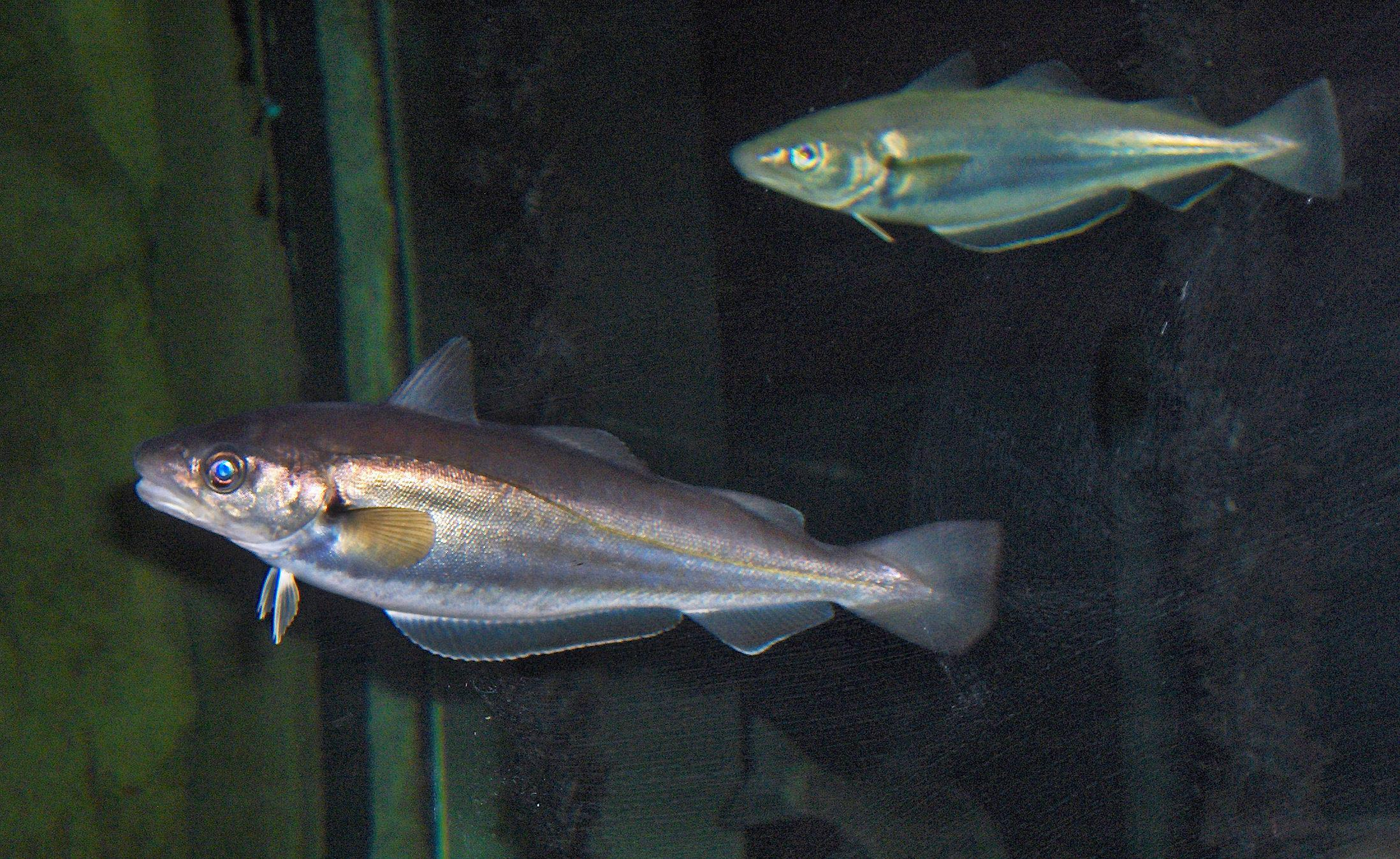
Merlà (Merlangius merlangus)

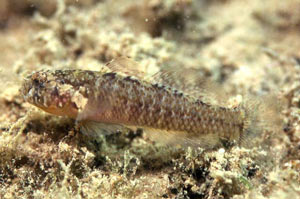
Millerigobius macrocephalus

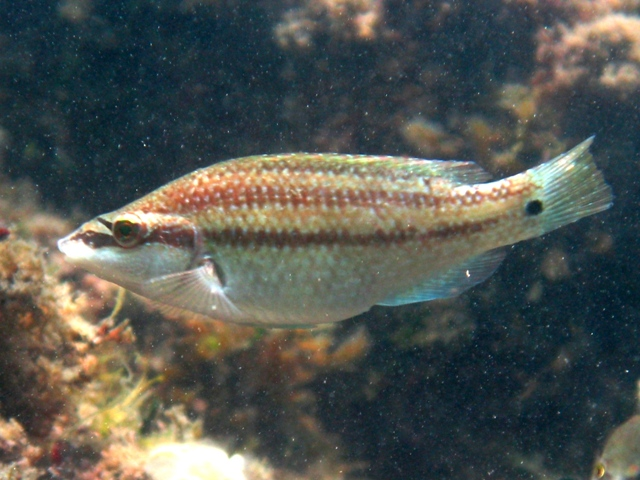
Llavió (Symphodus tinca)

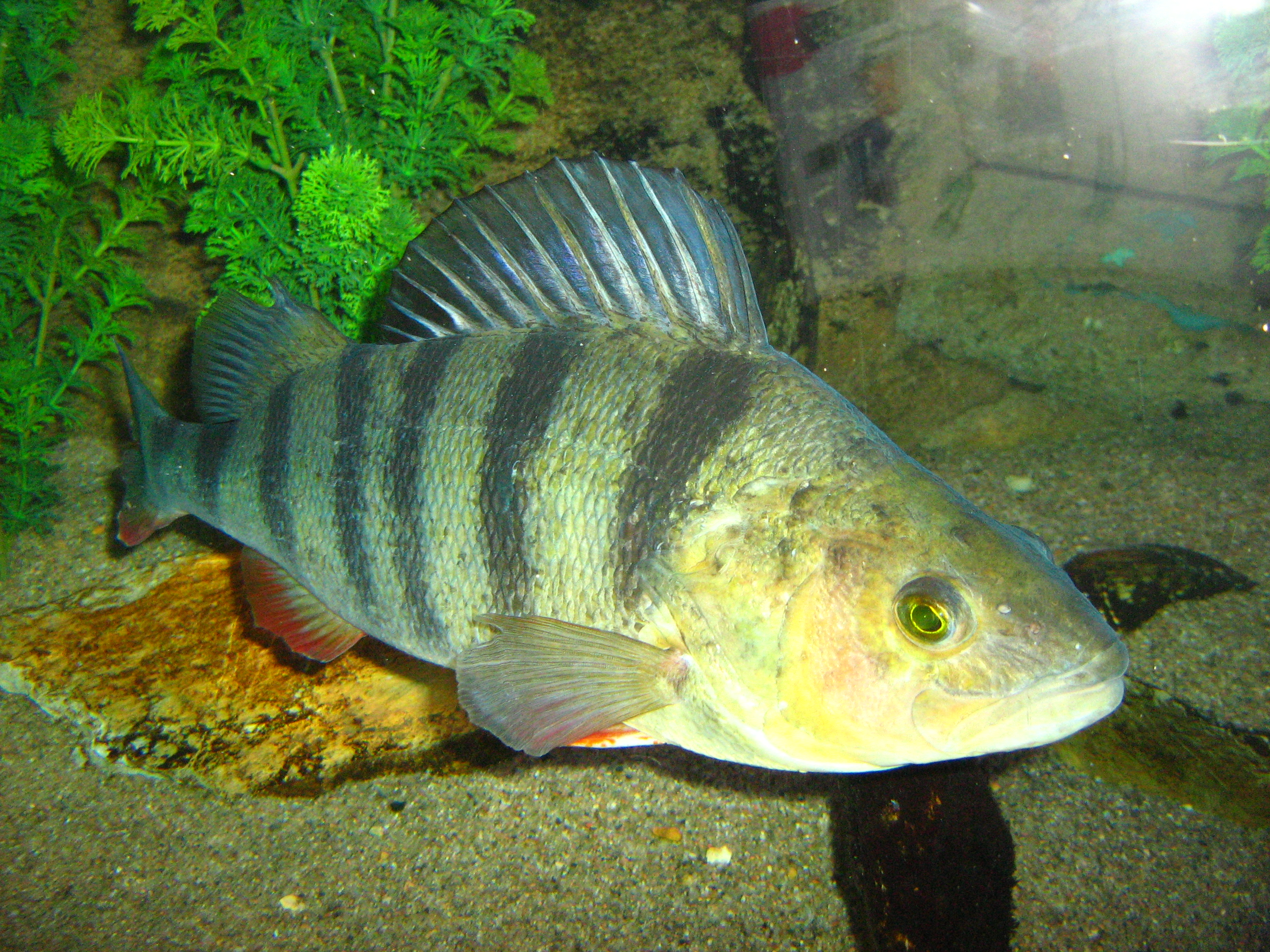
Perca de riu (Perca fluviatilis)

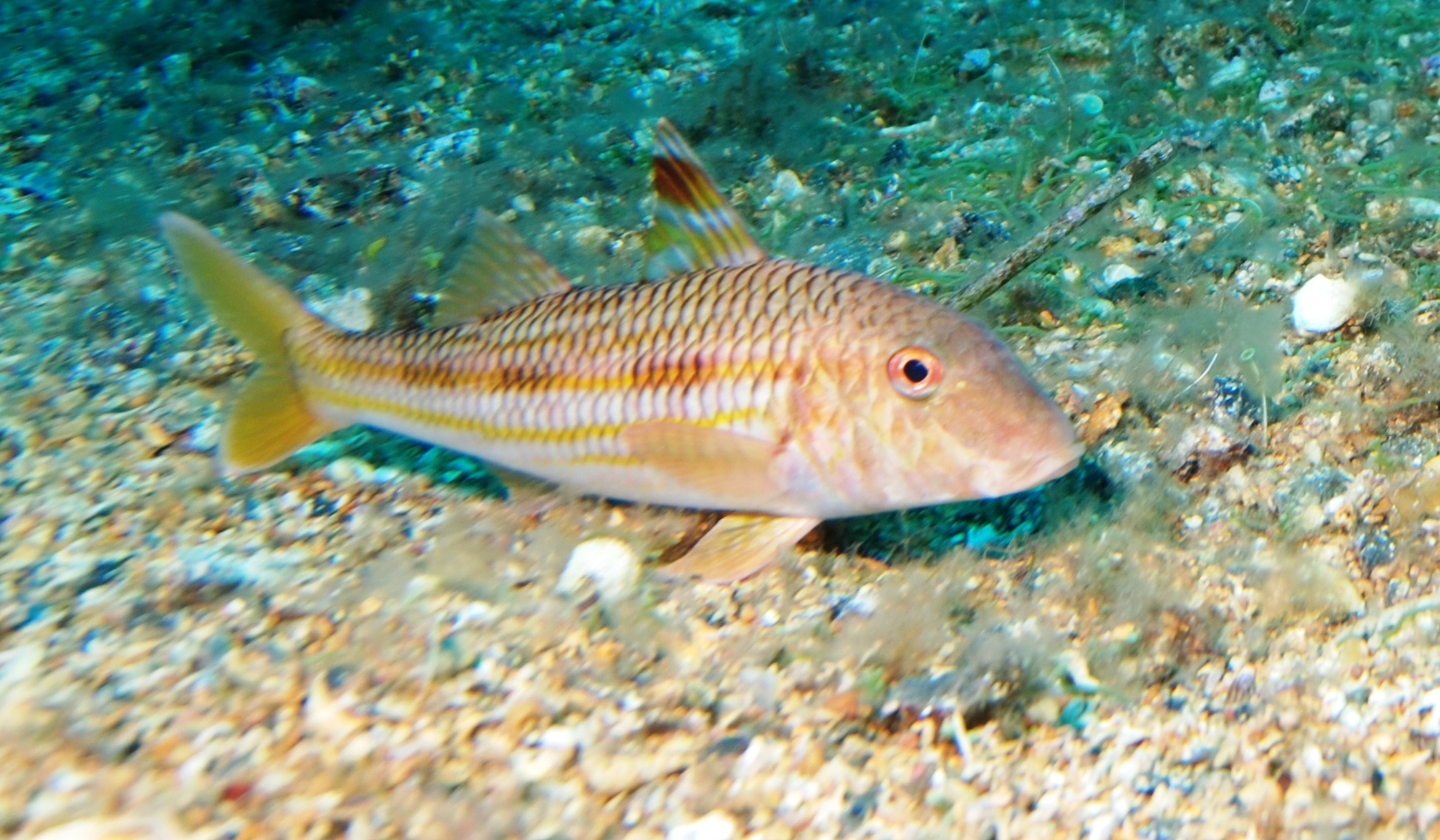
Moll de roca (Mullus surmuletus)

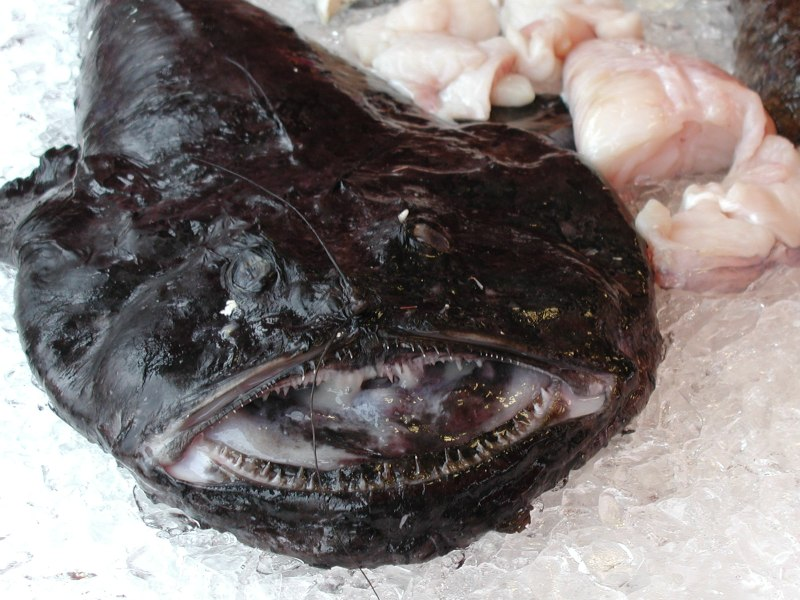
Rap (Lophius piscatorius)

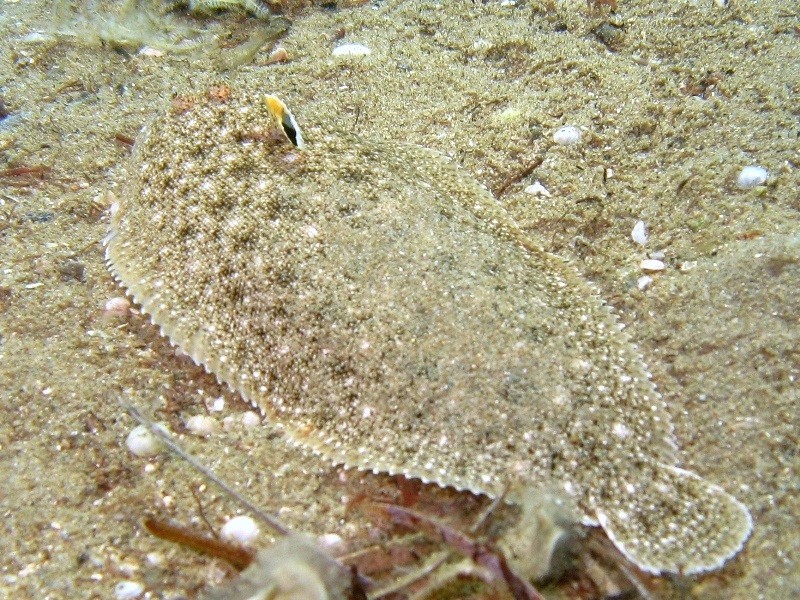
Llenguado nassut (Pegusa lascaris)

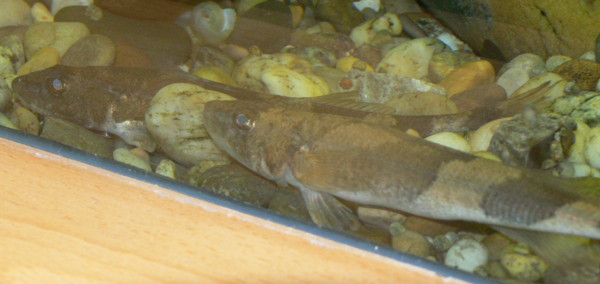
Zingel streber

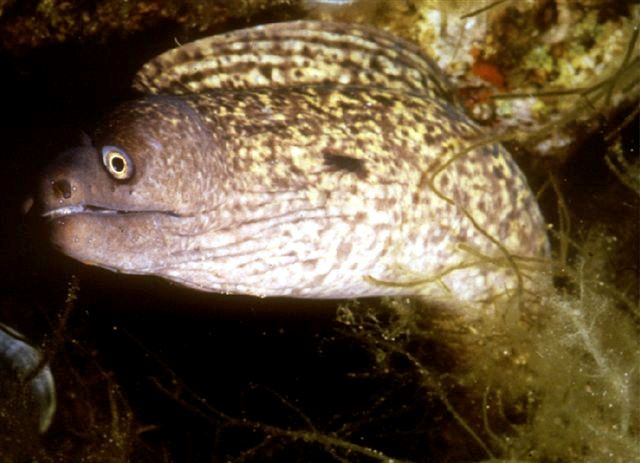
Morena (Muraena helena)

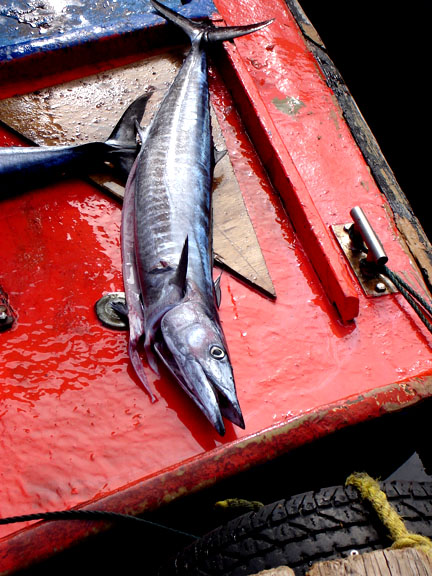
Acanthocybium solandri

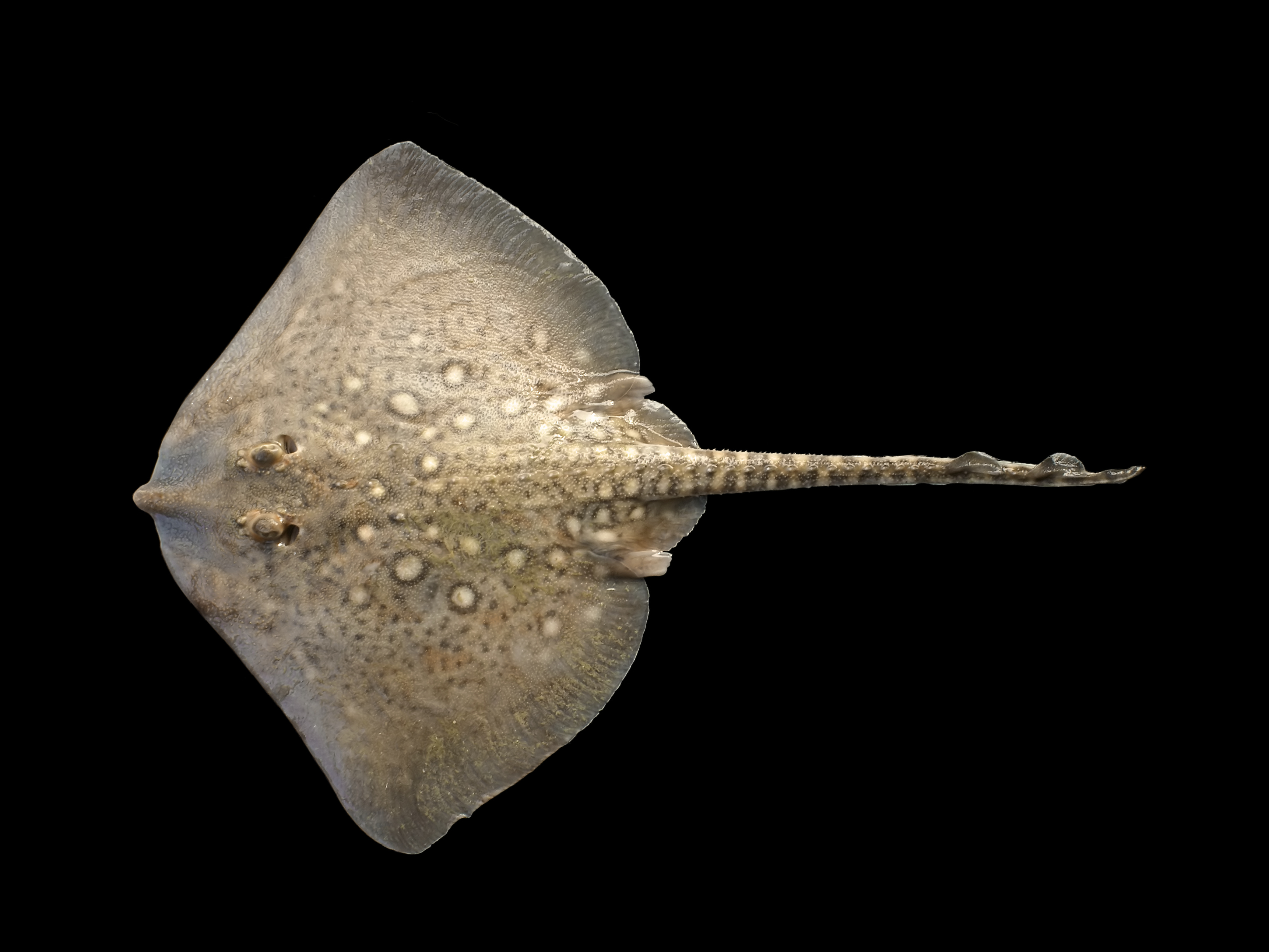
Clavellada (Raja clavata)

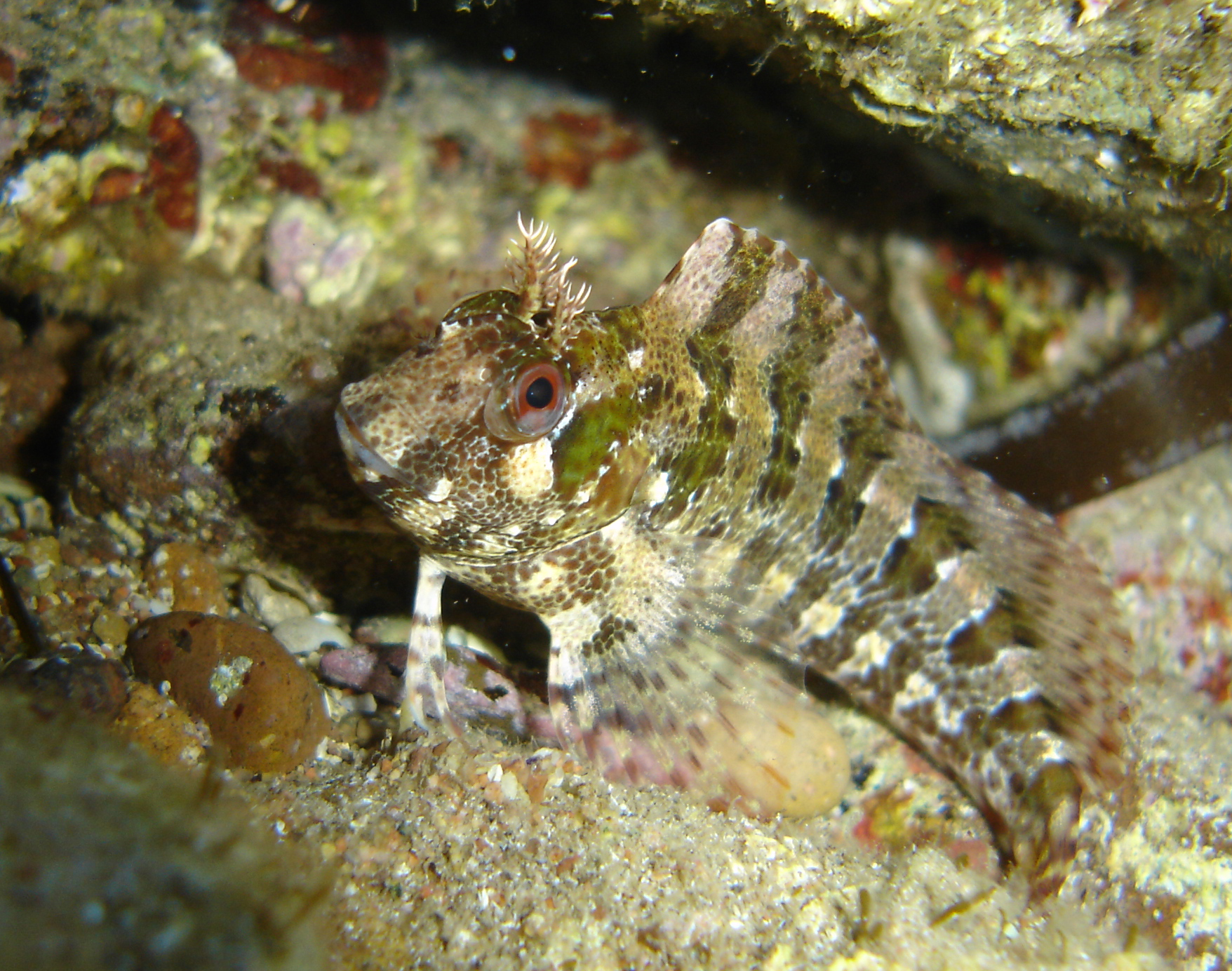
Gall faver (Parablennius gattorugine)

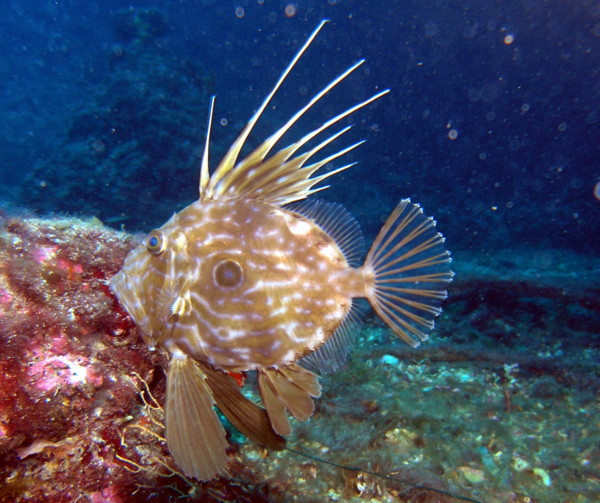
Gall de Sant Pere (Zeus faber)

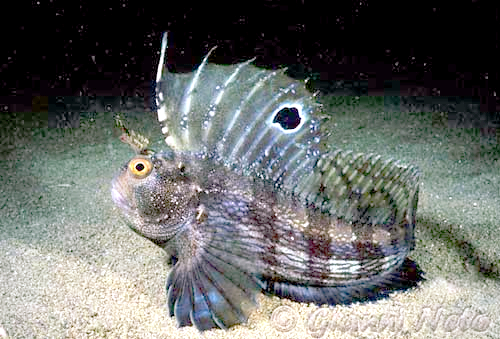
Ase mossegaire (Blennius ocellaris)

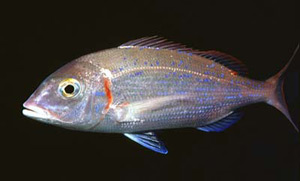
Pagell (Pagellus erythrinus)

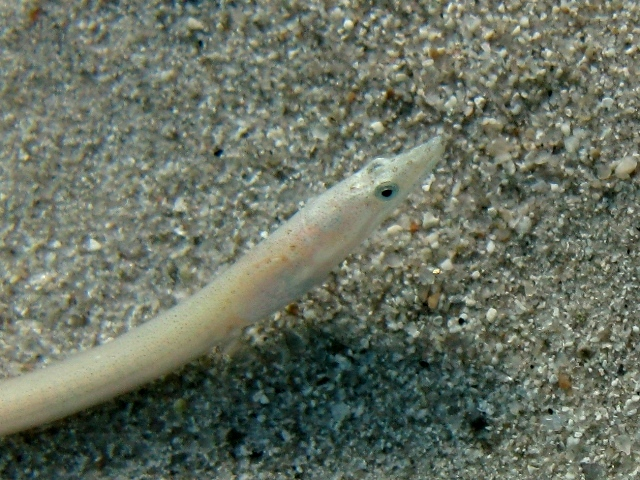
Ophisurus serpens

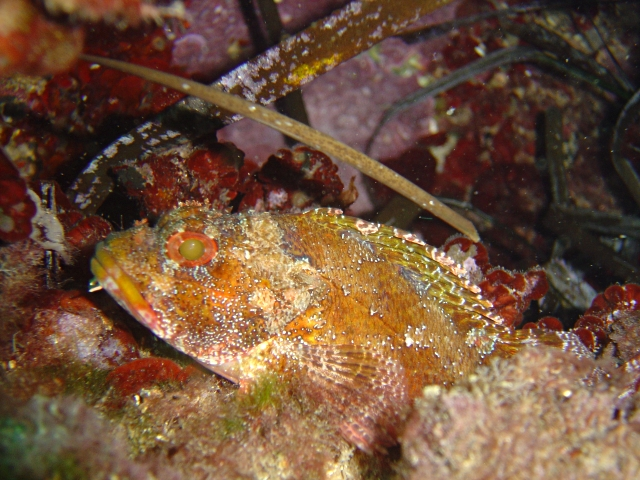
Scorpaena elongata

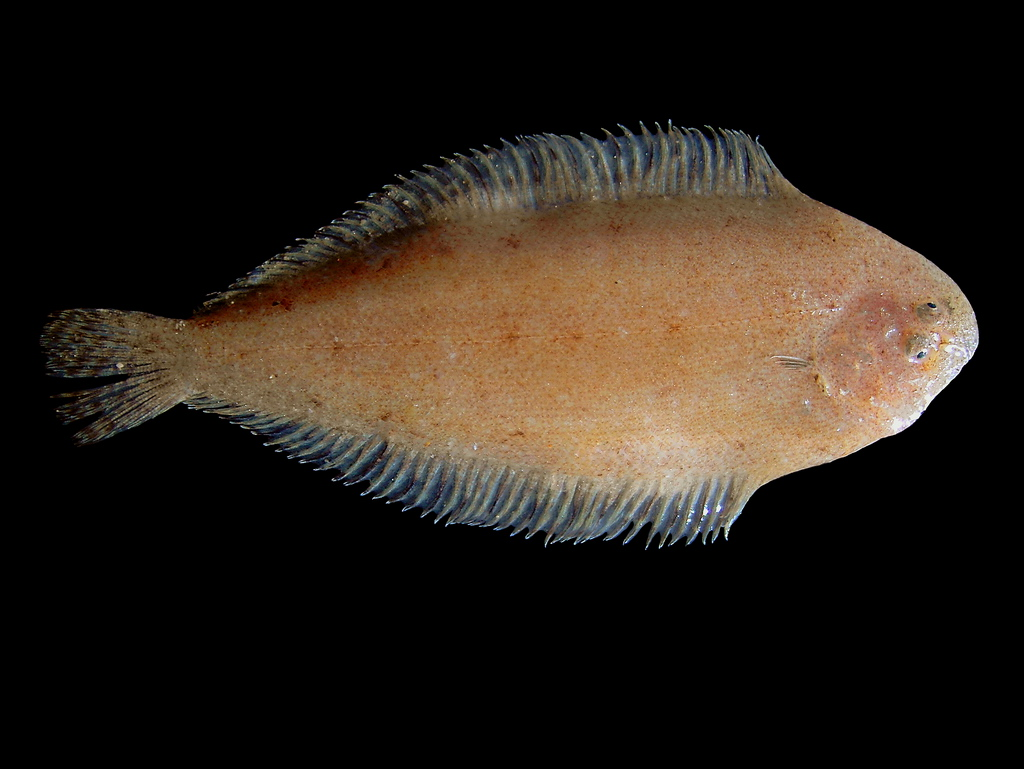
Palaí xic (Buglossidium luteum)

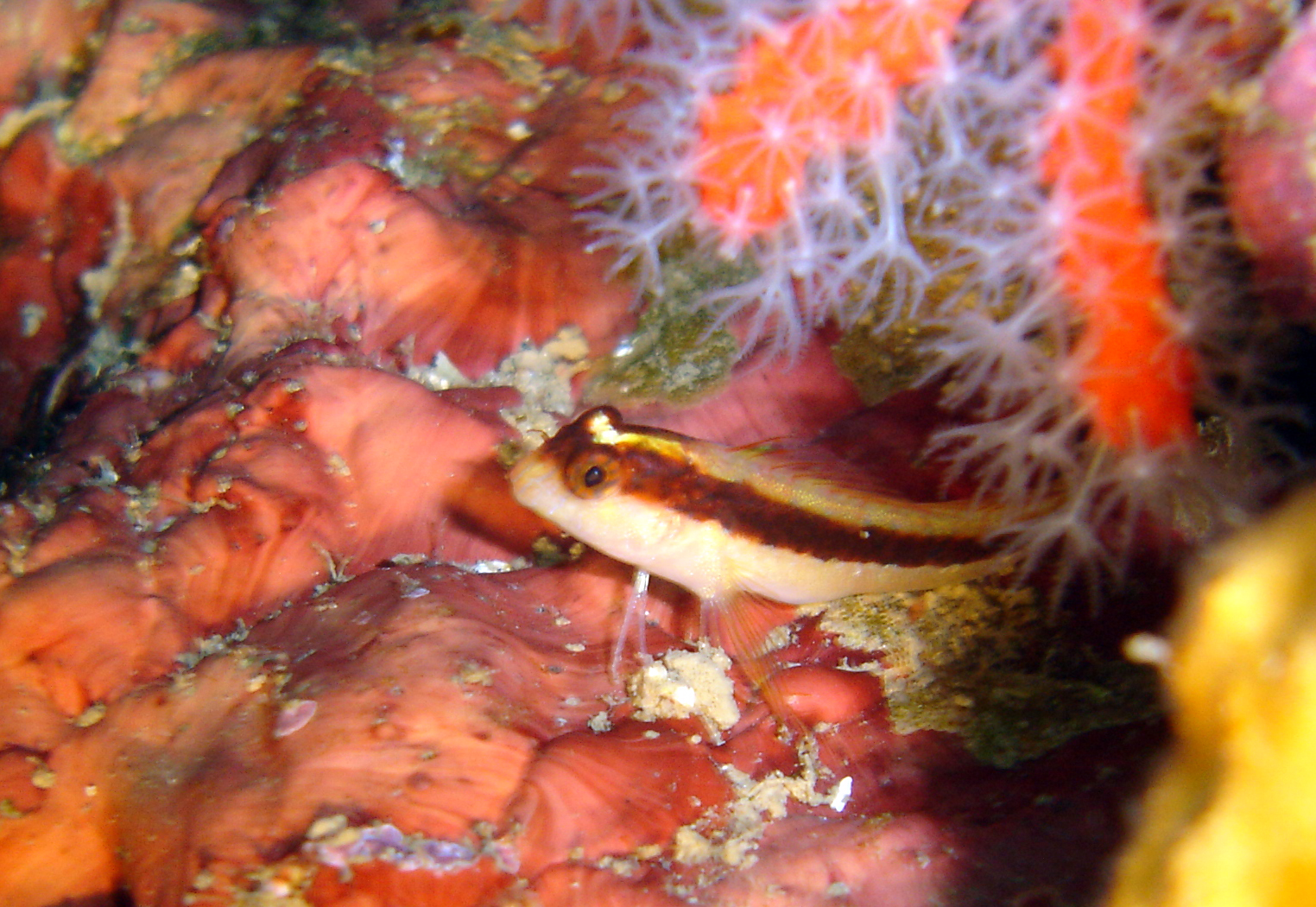
Bavosa de banda negra (Parablennius rouxi)

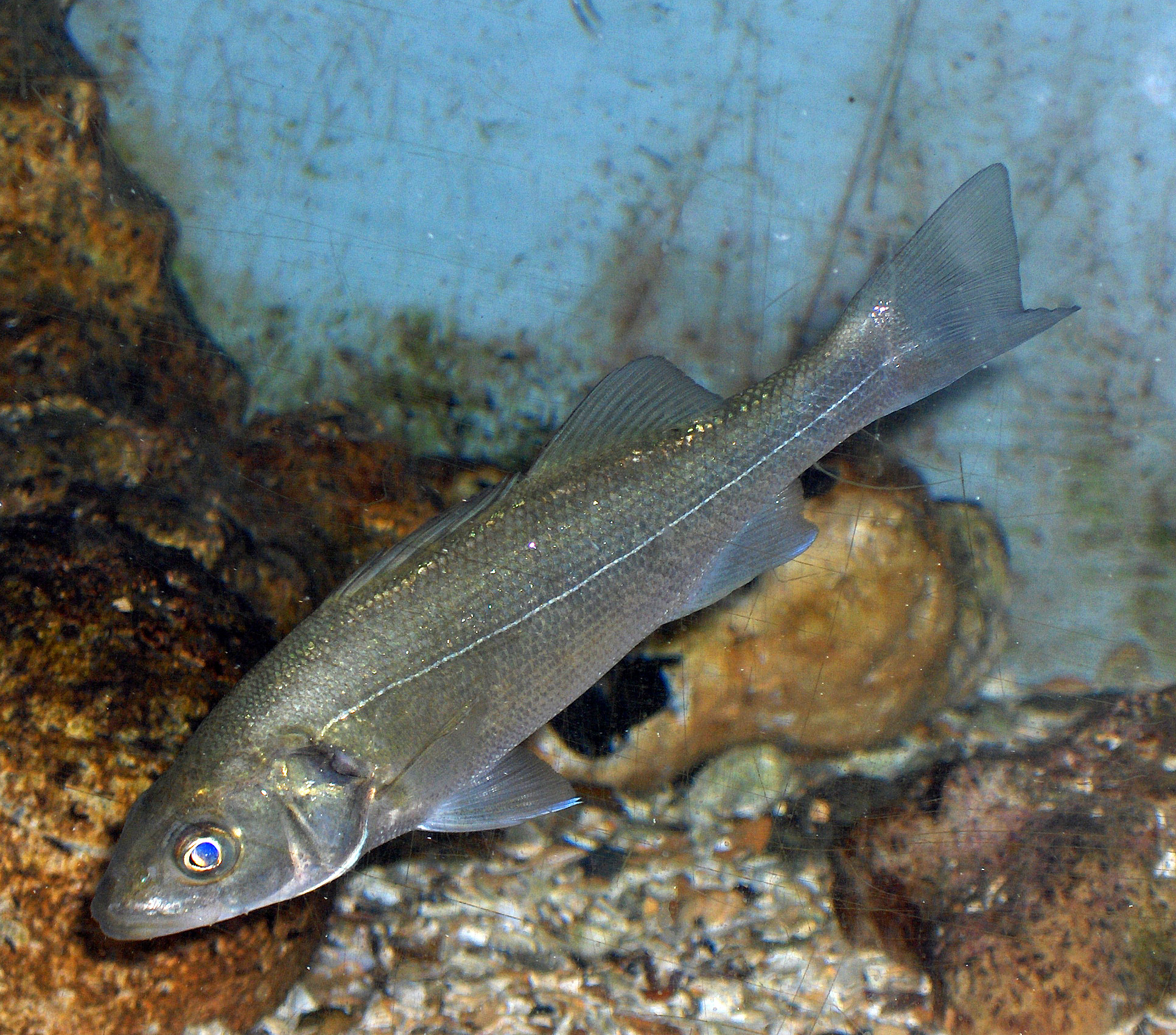
Llobarro (Dicentrarchus labrax)

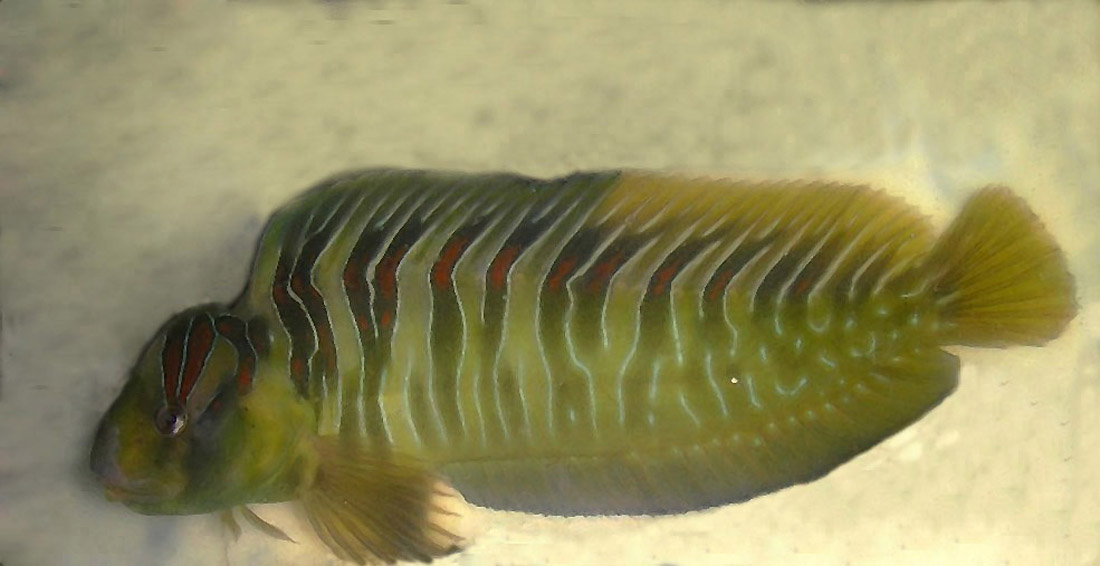
Salaria basilisca

Círvia (Seriola dumerili)

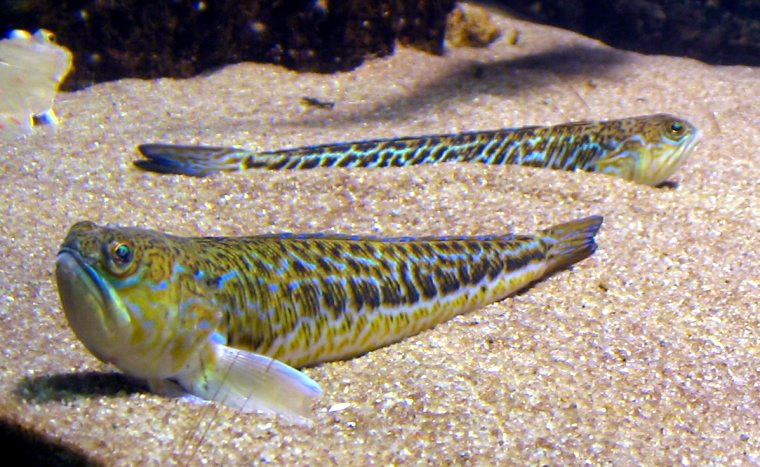
Aranya blanca (Trachinus draco)

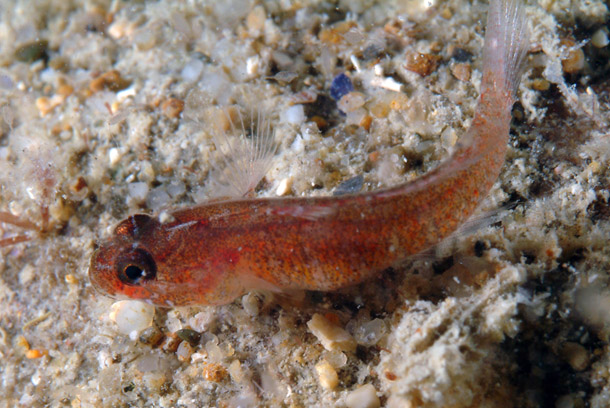
Odondebuenia balearica

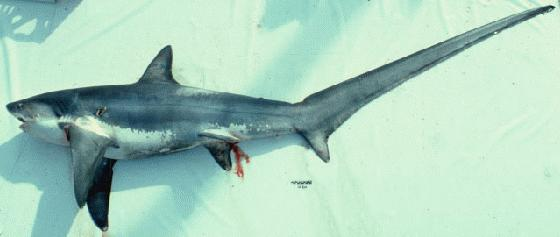
Peix guilla (Alopias vulpinus)

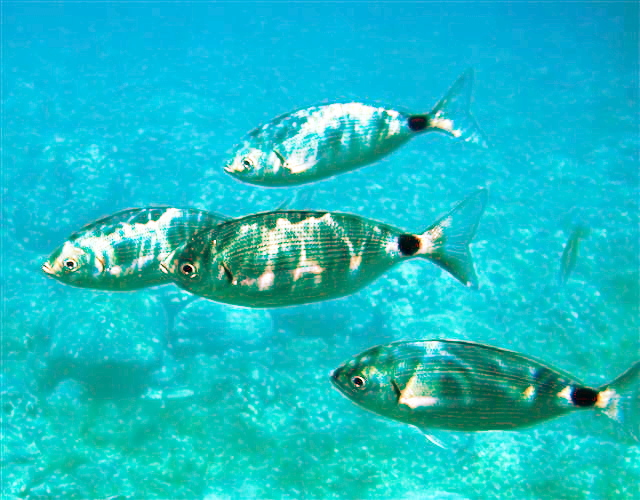
Oblada (Oblada melanura)

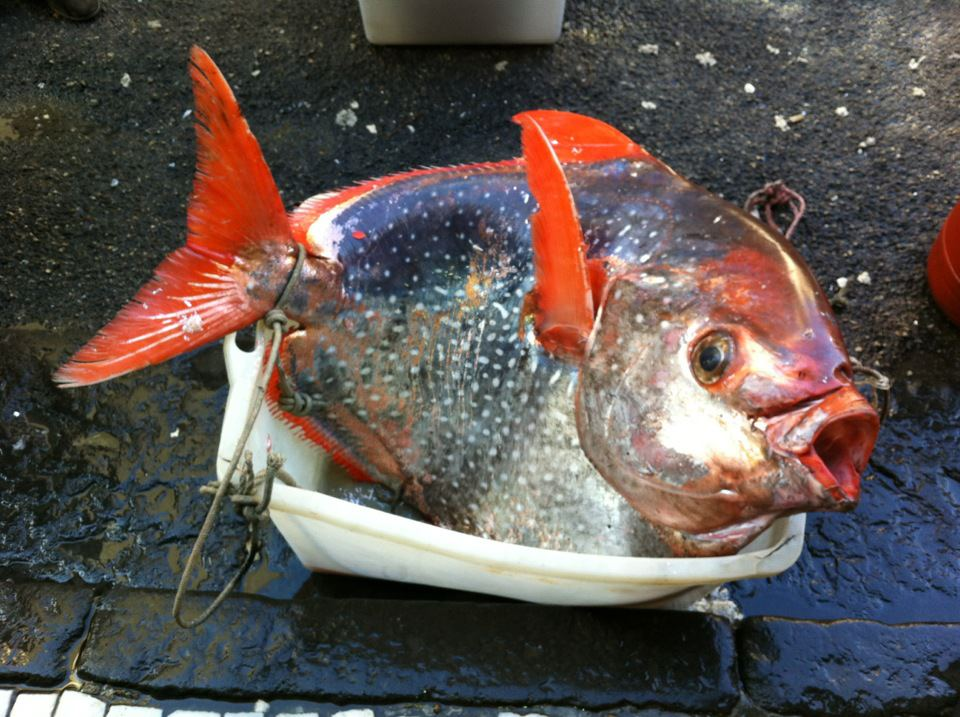
Lampris guttatus

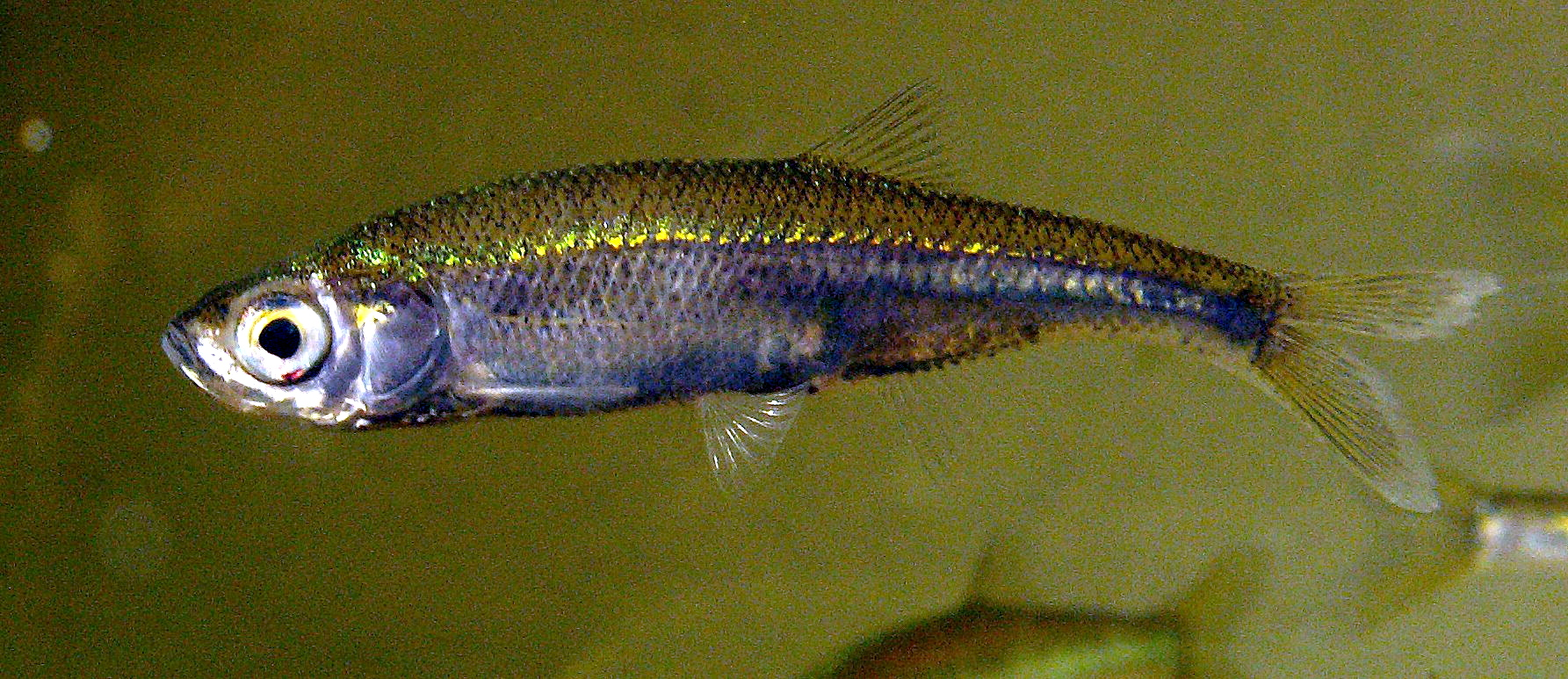
Leucaspius delineatus

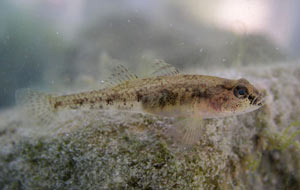
Knipowitschia panizzae

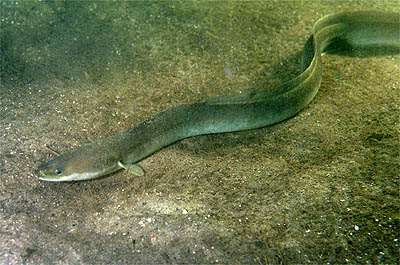
Anguila (Anguilla anguilla)

Aquesta llista de peixos de Bòsnia i Hercegovina inclou 332 espècies de peixos que es poden trobar actualment a Bòsnia i Hercegovina ordenades per l'ordre alfabètic de llur nom científic.

## A
- Acanthocybium solandri
- Acipenser naccarii
- Acipenser ruthenus
- Acipenser sturio
- Alburnoides bipunctatus
- Alburnus arborella
- Alburnus neretvae
- Alopias vulpinus
- Alosa fallax
- Anguilla anguilla
- Anthias anthias
- Aphanius fasciatus
- Aphia minuta
- Apogon imberbis
- Apterichtus anguiformis
- Apterichtus caecus
- Argentina sphyraena
- Argyropelecus hemigymnus
- Argyrosomus regius
- Ariosoma balearicum
- Arnoglossus kessleri
- Arnoglossus laterna
- Arnoglossus rueppelii
- Arnoglossus thori
- Atherina boyeri
- Atherina hepsetus
- Aulopyge huegelii
- Auxis rochei

## B
- Barbus balcanicus
- Barbus barbus
- Barbus meridionalis
- Belone belone
- Blennius ocellaris
- Boops boops
- Bothus podas
- Buglossidium luteum

## C
- Callanthias ruber
- Callionymus fasciatus
- Callionymus lyra
- Callionymus maculatus
- Callionymus risso
- Campogramma glaycos
- Capros aper
- Carapus acus
- Carassius carassius
- Carassius gibelio
- Carcharhinus brevipinna
- Carcharias taurus
- Carcharodon carcharias
- Centrophorus granulosus
- Cepola macrophthalma
- Cetorhinus maximus
- Chauliodus sloani
- Cheilopogon heterurus
- Chelidonichthys cuculus
- Chelidonichthys lucerna
- Chelidonichthys obscurus
- Chelon labrosus
- Chlopsis bicolor
- Chlorophthalmus agassizi
- Chondrostoma knerii
- Chondrostoma nasus
- Chondrostoma phoxinus
- Chromis chromis
- Chromogobius quadrivittatus
- Cobitis narentana
- Cobitis taenia
- Conger conger
- Coris julis
- Coryphaena hippurus
- Cottus gobio
- Crystallogobius linearis
- Ctenolabrus rupestris
- Cubiceps gracilis
- Cyclothone braueri
- Cyprinus carpio

## D
- Dalophis imberbis
- Dasyatis centroura
- Dasyatis pastinaca
- Dasyatis tortonesei
- Delminichthys adspersus
- Delminichthys ghetaldii
- Dentex dentex
- Dentex gibbosus
- Dentex macrophthalmus
- Diaphus rafinesquii
- Dicentrarchus labrax
- Diplecogaster bimaculata
- Diplodus annularis
- Diplodus puntazzo
- Diplodus vulgaris
- Dipturus batis
- Dipturus oxyrinchus

## E
- Echelus myrus
- Echiichthys vipera
- Echinorhinus brucus
- Electrona risso
- Engraulis encrasicolus
- Epinephelus aeneus
- Epinephelus caninus
- Epinephelus costae
- Epinephelus marginatus
- Esox lucius
- Eudontomyzon vladykovi
- Euthynnus alletteratus
- Eutrigla gurnardus
- Evermannella balbo

## G
- Gadella maraldi
- Gadiculus argenteus
- Gaidropsarus biscayensis
- Gaidropsarus mediterraneus
- Gaidropsarus vulgaris
- Galeorhinus galeus
- Galeus melastomus
- Gasterosteus aculeatus
- Glossanodon leioglossus
- Gnathophis mystax
- Gobius bucchichi
- Gobius cobitis
- Gobius fallax
- Gobius niger
- Grammonus ater
- Gymnothorax unicolor
- Gymnura altavela

## H
- Helicolenus dactylopterus
- Heptranchias perlo
- Hexanchus griseus
- Hippocampus guttulatus
- Hippocampus hippocampus
- Hirundichthys rondeletii
- Hoplostethus mediterraneus
- Hucho hucho
- Huso huso

## I
- Ichthyococcus ovatus
- Istiophorus albicans
- Isurus oxyrinchus

## K
- Knipowitschia panizzae

## L
- Labrus merula
- Labrus mixtus
- Lamna nasus
- Lampanyctus crocodilus
- Lampris guttatus
- Lepadogaster candolii
- Lepadogaster lepadogaster
- Lepidopus caudatus
- Lepidorhombus whiffiagonis
- Lepomis gibbosus
- Lesueurigobius friesii
- Lethenteron zanandreai
- Leucaspius delineatus
- Leuciscus aspius
- Leuciscus idus
- Leuciscus leuciscus
- Leucoraja circularis
- Leucoraja fullonica
- Leucoraja naevus
- Lichia amia
- Lipophrys trigloides
- Lithognathus mormyrus
- Liza aurata
- Liza saliens
- Lobianchia dofleini
- Lophius budegassa
- Lophius piscatorius
- Lophotus lacepede

## M
- Maurolicus muelleri
- Merlangius merlangus
- Merluccius merluccius
- Microchirus variegatus
- Microlipophrys canevae
- Microlipophrys nigriceps
- Micromesistius poutassou
- Millerigobius macrocephalus
- Mobula mobular
- Molva dypterygia
- Monochirus hispidus
- Mora moro
- Mullus barbatus barbatus
- Mullus surmuletus
- Muraena helena
- Mustelus asterias
- Mustelus mustelus
- Mustelus punctulatus
- Mycteroperca rubra
- Myctophum punctatum
- Myliobatis aquila

## N
- Naucrates ductor
- Nerophis maculatus
- Nerophis ophidion

## O
- Oblada melanura
- Odondebuenia balearica
- Odontaspis ferox
- Oedalechilus labeo
- Ophichthus rufus
- Ophidion barbatum
- Ophisurus serpens
- Orcynopsis unicolor
- Oxynotus centrina

## P
- Pagellus acarne
- Pagellus bogaraveo
- Pagellus erythrinus
- Pagrus caeruleostictus
- Pagrus pagrus
- Parablennius gattorugine
- Parablennius incognitus
- Parablennius rouxi
- Parablennius sanguinolentus
- Parablennius tentacularis
- Parophidion vassali
- Pegusa lascaris
- Perca fluviatilis
- Petromyzon marinus
- Phoxinellus alepidotus
- Phoxinellus pseudalepidotus[1]
- Phoxinus phoxinus
- Phycis blennoides
- Phycis phycis
- Platichthys flesus
- Polyprion americanus
- Pomatoschistus bathi
- Pomatoschistus canestrinii
- Pomatoschistus knerii
- Pomatoschistus marmoratus
- Pomatoschistus minutus
- Pomatoschistus quagga
- Prionace glauca
- Proterorhinus semilunaris
- Pseudaphya ferreri
- Pseudocaranx dentex
- Pteromylaeus bovinus

## R
- Raja asterias
- Raja clavata
- Raja miraletus
- Raja montagui
- Raja polystigma
- Raja radula
- Ranzania laevis
- Rhinobatos cemiculus
- Rhinobatos rhinobatos
- Rhinoptera marginata
- Rhodeus amarus
- Romanogobio uranoscopus
- Rostroraja alba
- Rutilus basak
- Rutilus rutilus
- Ruvettus pretiosus

## S
- Sabanejewia balcanica
- Sabanejewia bulgarica
- Salaria basilisca
- Salaria fluviatilis
- Salaria pavo
- Salmo dentex
- Salmo farioides
- Salmo montenigrinus
- Salmo obtusirostris
- Sarda sarda
- Sardinella aurita
- Sarpa salpa
- Scardinius dergle
- Scardinius erythrophthalmus
- Scardinius plotizza
- Sciaena umbra
- Scomber scombrus
- Scomberesox saurus
- Scophthalmus maximus
- Scophthalmus rhombus
- Scorpaena elongata
- Scorpaena maderensis
- Scorpaena notata
- Scorpaena porcus
- Scorpaena scrofa
- Scyliorhinus canicula
- Scyliorhinus stellaris
- Seriola dumerili
- Serranus cabrilla
- Serranus scriba
- Silurus glanis
- Solea solea
- Somniosus rostratus
- Sparus aurata
- Sphyrna mokarran
- Sphyrna zygaena
- Spicara maena
- Spondyliosoma cantharus
- Sprattus sprattus
- Squalius cephalus
- Squalius microlepis
- Squalius svallize
- Squalius tenellus
- Squalus acanthias
- Squalus blainville
- Squatina oculata
- Squatina squatina
- Stomias boa boa
- Symphodus cinereus
- Symphodus doderleini
- Symphodus mediterraneus
- Symphodus melops
- Symphodus ocellatus
- Symphodus roissali
- Symphodus rostratus
- Symphodus tinca
- Syngnathus abaster
- Syngnathus acus
- Syngnathus phlegon
- Syngnathus typhle
- Synodus saurus

## T
- Telestes dabar[2]
- Telestes metohiensis
- Telestes souffia
- Tetrapturus belone
- Thunnus thynnus
- Thymallus thymallus
- Torpedo marmorata
- Torpedo nobiliana
- Torpedo torpedo
- Trachinotus ovatus
- Trachinus draco
- Trachipterus trachypterus
- Trachurus mediterraneus
- Trachurus picturatus
- Trachurus trachurus
- Trichiurus lepturus
- Trigloporus lastoviza

## U
- Umbrina cirrosa

## V
- Vinciguerria poweriae

## X
- Xiphias gladius

## Z
- Zebrus zebrus
- Zeugopterus regius
- Zeus faber
- Zingel streber
- Zosterisessor ophiocephalus[3]